# Club Nintendo Awards 2000
Club Nintendo Awards 2000 är en framröstning av bästa Nintendo-spel 2000. (Spelet måste ha lanserats i Sverige under 2000).

## Resultaten
- Bästa grafik
  - The Legend of Zelda: Majora's Mask, Nintendo 64
- Bästa musik
  - The Legend of Zelda: Majora's Mask, Nintendo 64
- Bästa actionspel
  - Perfect Dark, Nintendo 64
- Bästa äventyr/rollspel
  - The Legend of Zelda: Majora's Mask, Nintendo 64
- Bästa sportspel
  - Mario Tennis, Nintendo 64
- Bästa racingspel
  - Mickey's Speedway USA, Nintendo 64
- Bästa pussel/strategispel
  - Pokémon Staduim, Nintendo 64
- Bästa multiplayerspel
  - Perfect Dark, Nintendo 64
- Mest originella spel
  - The Legend of Zelda: Majora's Mask, Nintendo 64
- Bästa spel

1. The Legend of Zelda: Majora's Mask, Nintendo 64
2. Perfect Dark, Nintendo 64
3. Mario Tennis, Nintendo 64